# Deutschland Cup 2006
17. ročník hokejového turnaje Deutschland Cup se konal od 9. do 12. listopadu 2006 v Hannoveru. Vyhrála jej hokejová reprezentace Slovenska. Pro tento ročník se změnil název na EnBW Deutschland Cup. Účastníci rozděleni do dvou skupin. Vítězové si zahráli o titul, další týmy o umístění.

## Skupina A
| Poř. | Tým       | Z | V | VP | PP | P | Skóre | B |
| ---- | --------- | - | - | -- | -- | - | ----- | - |
| 1.   | Švýcarsko | 2 | 1 | 1  | 0  | 0 | 7:3   | 5 |
| 2.   | Německo   | 2 | 1 | 0  | 1  | 0 | 7:7   | 4 |
| 3.   | Japonsko  | 2 | 0 | 0  | 0  | 2 | 5:9   | 0 |

| 9. listopadu 2006 20:00 | Japonsko | 4:5 (2:2, 0:1, 1:3) | Německo | TUI Arena, Hannover Návštěvnost: 4 875 |  |

| Zpráva (francouzsky)                                                           |                                                                                |  | |
| 10:03 Daisuke Obara 13:03 Takahito Suzuki 31:30 Yōsuke Kon 54:01 Takeshi Saitō | 10:03 Daisuke Obara 13:03 Takahito Suzuki 31:30 Yōsuke Kon 54:01 Takeshi Saitō |  | 5:17 Philip Gogulla 18:16 Philip Gogulla 52:50 Lasse Kopitz 58:18 Daniel Kreutzer 58:40 Daniel Kreutzer |

| 10. listopadu 2006 20:00 | Švýcarsko | 4:1 (0:1, 3:0, 1:0) | Japonsko | TUI Arena, Hannover Návštěvnost: 3 627 |  |

| Zpráva (francouzsky)                                                                |                                                                                     |  |                     |
| 27:58 Andres Ambühl 31:33 Paul DiPietro 37:44 Morris Trachsler 48:50 Thibaut Monnet | 27:58 Andres Ambühl 31:33 Paul DiPietro 37:44 Morris Trachsler 48:50 Thibaut Monnet |  | 14:27 Tetsuya Saitō |

| 11. listopadu 2006 18:00 | Německo | 2:3 SN (2:0, 0:1, 0:1, 0:0) | Švýcarsko | TUI Arena, Hannover Návštěvnost: 7 685 |  |

| Zpráva (francouzsky)              |                                   |  |                                                                               |
| 8:53 Anton Bader 14:04 Petr Fical | 8:53 Anton Bader 14:04 Petr Fical |  | 27:15 Thibaut Monnet 59:29 Patrik Bärtschi rozhodující nájezd Patrik Bärtschi |

## Skupina B
| Poř. | Tým       | Z | V | VP | PP | P | Skóre | B |
| ---- | --------- | - | - | -- | -- | - | ----- | - |
| 1.   | Slovensko | 2 | 2 | 0  | 0  | 0 | 7:2   | 6 |
| 2.   | Kanada    | 2 | 1 | 0  | 0  | 1 | 6:7   | 3 |
| 3.   | Lotyšsko  | 2 | 0 | 0  | 0  | 2 | 2:6   | 0 |

| 9. listopadu 2006 16:30 | Kanada | 4:2 (1:1, 2:1, 1:0) | Lotyšsko | TUI Arena, Hannover Návštěvnost: 2 738 |  |

| Zpráva (francouzsky)                                                             |                                                                                  |  |                                           |
| 7:08 Pascal Trépanier 27:10 Martin Kariya 38:32 Francois Methot 49:37 Ryan Smyth | 7:08 Pascal Trépanier 27:10 Martin Kariya 38:32 Francois Methot 49:37 Ryan Smyth |  | 14:43 Artūrs Ozoliņš 28:40 Rodrigo Laviņš |

| 10. listopadu 2006 16:30 | Švýcarsko | 0:2 (0:0, 0:1, 0:1) | Slovensko | TUI Arena, Hannover |  |

| Zpráva (francouzsky) |  |  |                                       |
|                      |  |  | 21:59 Ivan Čiernik 42:49 Ivan Čiernik |

| 11. listopadu 2006 14:30 | Slovensko | 5:2 (1:2, 2:0, 2:0) | Kanada | TUI Arena, Hannover Návštěvnost: 3 200 |  |

| Zpráva (francouzsky)                                                                                           | |  |                                      |
| 5:22 Andrej Podkonický 29:53 Juraj Štefanka 33:15 Tomáš Starosta 45:57 Tibor Melichárek 58:26 Miroslav Kováčik | 5:22 Andrej Podkonický 29:53 Juraj Štefanka 33:15 Tomáš Starosta 45:57 Tibor Melichárek 58:26 Miroslav Kováčik |  | 9:49 Martin Kariya 19:14 Bryan Adams |

## O 5. místo
| 12. listopadu 2006 12:00 | Japonsko | 1:4 (1:2, 0:2, 0:0) | Lotyšsko | TUI Arena, Hannover |  |

| Zpráva (francouzsky) |          |  |                                                                 |
| Shō Satō             | Shō Satō |  | Vladimirs Mamonovs Ģirts Ankipāns Rodrigo Laviņš Andris Džeriņš |

## O 3. místo
| 12. listopadu 2006 15:30 | Německo | 4:5 (2:2, 2:1, 0:2) | Kanada | TUI Arena, Hannover Návštěvnost: 5 239 |  |

| Zpráva (francouzsky)                                                               |                                                                                    |  | |
| 5:42 Daniel Kreutzer 17:41 John Tripp 26:30 Philip Gogulla 36:54 Christoph Ullmann | 5:42 Daniel Kreutzer 17:41 John Tripp 26:30 Philip Gogulla 36:54 Christoph Ullmann |  | 8:26 François Méthot 12:57 Jame Pollock 21:22 François Bouchard 45:36 Steve Kelly 50:46 Matt Higgins |

## Finále
| 12. listopadu 2006 19:00 | Švýcarsko | 3:4 P (1:1, 1:2, 1:0, 0:1) | Slovensko | TUI Arena, Hannover Návštěvnost: 2 700 |  |

| Zpráva (francouzsky)                                         |                                                              |  |                                                                                |
| 7:08 Julien Sprunger 29:53 Beat Forster 43:22 Thibaut Monnet | 7:08 Julien Sprunger 29:53 Beat Forster 43:22 Thibaut Monnet |  | 9:45 Dušan Milo 24:22 Ivan Čiernik 32:06 Roman Kukumberg 61:58 Roman Kukumberg |

## Soupisky týmů
1.  Slovensko 

Brankáři: Miroslav Šimonovič, Karol Križan.

Obránci: Ján Homer, Martin Štrbák, Peter Podhradský, Dušan Milo, Tomáš Starosta, Daniel Babka, Richard Stehlík, Andrej Novotný.

Útočníci: Ján Pardavý, Róbert Petrovický, Marek Uram, Miroslav Kováčik, Tomáš Surový, Ivan Čiernik, Radovan Somík, Andrej Podkonický, Jozef Balej, Juraj Štefanka, Roman Kukumberg, Tibor Melichárek.
2.  Švýcarsko 

Brankáři: Jonas Hiller, Ronnie Rüeger.

Obránci: Martin Steinegger, John Gobbi, Julien Vauclair, David Jobin, Beat Forster, Félicien Du Bois, Patrick Fischer, Beat Gerber, Romano Lemm, Goran Bezina, Duri Camichel.

Útočníci: Ivo Rüthemann, Andres Ambühl, Thierry Paterlini, Alain Demuth, Paul DiPietro, Morris Trachsler, Patrik Bärtschi, Kevin Romy, Raeto Raffainer, Marc Reichert, Julien Sprunger, Thibaut Monnet, Mathias Seger, Valentin Wirz.
3.  Kanada 

Brankáři: Dun Munro, Nolan McDonald.

Obránci: Jame Pollock, François Bouchard, Alan Letang, Stéphane Julien, Paul Traynor, Pascal Trépanier, Cole Jarrett.

Útočníci: Bryan Adams, Colin Forbes, Steve Kariya, Martin Kariya, Steve Kelly, Brad Smyth, Colin Beardsmore, Matt Higgins, Scott King, Jason Jaspers, François Méthot, Tyler Wright.
4.  Německo 

Brankáři: Dimitrij Kotschnew, Alexander Jung, Robert Müller.

Obránci: Martin Walter, Stefan Schauer, Michael Bakos, Martin Ančička, Andreas Renz, Erich Goldmann, Felix Petermann, Anton Bader, Frank Hördler, Alexander Sulzer, Lasse Kopitz.

Útočníci: Sven Felski, Kai Hospelt, John Tripp, René Röthke, Daniel Kreutzer, Alexander Barta, Michael Hackert, Eduard Lewandowski, Michael Wolf, Florian Busch, Christoph Ullmann, Alexander Polaczek, Christoph Gawlik, Petr Fical, Yannik Seidenberg, Philip Gogulla.
5.  Lotyšsko 

Brankáři: Edgars Masaļskis, Mārtiņš Raitums.

Obránci: Georgijs Pujacs, Rodrigo Laviņs, Aleksandrs Jerofejevs, Agris Saviels, Guntis Galvinš, Kaspars Astašenko, Jānis Andersons, Oskars Cibuļskis.

Útočníci: Aleksejs Širokovs, Artis Ābols, Romāns Ņikitins, Vladimirs Mamonovs, Herberts Vasiļjevs, Miķelis Rēdlihs, Raimonds Danilics, Amands Bērziņš, Ģirts Ankipāns, Artūrs Ozoliņš, Vladislav Vodolazskis, Guntis Drēziņš, Maksims Širokovs.
6.  Japonsko 

Brankáři: Naoya Kikuchi, Masahito Haruna.

Obránci: Fumitaka Miyauchi, Kengo Ito, Aaron Keller, Shinya Yanadori, Hideyuki Osawa, Hirojuki Miura, Yōsuke Haga.

Útočníci: Chris Yule, Akifumi Okuyama, Takahito Suzuki, Tōru Kamino, Daisuke Obara, Masahito Nishiwaki, Tatsuya Saitō, Gó Tanaka, Shō Satō, Takeshi Saitō, Yōsuke Kon, Shuhei Kuji, Yoshinori Iimura, Kyohei Kikuchi.